# Dyle (département)
Pour les articles homonymes, voir Dyle (homonymie).
1795–1814
Entités précédentes :
- Pays-Bas autrichiens
- (Duché de Brabant)

Entités suivantes :
- Royaume uni des Pays-Bas
- (Province du Brabant-Méridional)

La Dyle est un ancien département français fondé en 1795 par la Première République après la Révolution française et l'annexion des Pays-Bas autrichiens, au même titre que les huit autres départements réunis. Il disparait après la fin du Premier Empire et la création du royaume uni des Pays-Bas, duquel il devient une province, en 1815.
Son chef-lieu était Bruxelles. Il tire son nom de la rivière qui le traverse : la Dyle.
Il se voit attribuer le numéro 94 dans la liste des 130 départements français de 1811 par l'administration postale.

## Histoire

### Création
Après la victoire des troupes révolutionnaires de la Première République française sur les troupes coalisées, notamment du Saint-Empire romain germanique (à qui appartenaient ces territoires), lors de la bataille de Fleurus le 26 juin 1794, les Français occupent les Pays-Bas autrichiens et la principauté de Liège. Ces territoires sont officiellement annexés et rattachés à la jeune République lors de la convention nationale le 9 vendémiaire de l'an IV, soit le 1er octobre 1795. Ils sont alors réorganisés en neuf départements appelés les départements réunis, dont fait partie celui de la Dyle. Il est issu du partage en deux de la partie méridionale de l'ancien duché de Brabant : la première partie, au nord, devenant le département des Deux-Nèthes avec pour chef-lieu Anvers et la deuxième partie, au sud, devenant celui de la Dyle, du nom de la rivière qui le traverse. Son chef-lieu est Bruxelles. 

### Évolution historique
Après sa défaite lors de la campagne de France, Napoléon Ier est contraint d'abdiquer une première fois en avril 1814. Les territoires du Premier Empire sont alors dissouts et les frontières de la France sont fixées par le traité de Paris, signé le 30 mai 1814. Ce traité devait servir de base à la réorganisation future de l'Europe post-napoléonienne, mais Napoléon revient lors de l'épisode des Cent-Jours, puis est définitivement battu lors de la bataille de Waterloo le 18 juin 1815. Le Premier Empire est alors définitivement démembré et un nouvel État est créé par le congrès de Vienne la même année : le royaume uni des Pays-Bas. Le département de la Dyle devient alors la province du Brabant-Méridional.
En juillet 1830 éclate la révolution belge qui provoque l'indépendance de la Belgique le 4 octobre 1830. La province devient alors la province de Brabant, l'une des neuf provinces du nouveau royaume. Toutefois, après la quatrième réforme de l'État belge, la province est scindée et cesse d'exister le 1er janvier 1995. 
Actuellement, l'ancien département de la Dyle correspond aux territoires des provinces du Brabant flamand, Brabant wallon et de la Région de Bruxelles-Capitale.

## Organisation du département
Le département est créé le 1er octobre 1795. Initialement composé de trente-huit cantons, il est ramené à trente cantons (justices de paix) par l'arrêté du 19 nivôse an X (9 janvier 1802) et découpé en trois arrondissements :
- Arrondissement de Bruxelles
  - Cantons de : Anderlecht, Assche, Bruxelles-1, Bruxelles-2, Bruxelles-3, Bruxelles-4, Halle, La Hulpe, Lennick-Saint-Martin, Uccle, Vilvorde, Woluwe-Saint-Étienne, Wolverthem.
- Arrondissement de Louvain
  - Cantons de : Aerschot, Diest, Glabeeck Grez, Haegt, Leau, Louvain-1, Louvain-2, Tirlemont-1, Tirlemont-2.
- Arrondissement de Nivelles
  - Cantons de : Genappe, Herinnes, Judoigne, Nivelles-1, Nivelles-2, Perwez, Wavre.

## Liste des préfets
Le premier fonctionnaire nommé préfet de la Dyle est Charles François Luce Didelot, mais sa nomination reste sans suite. Le premier préfet installé est Louis-Gustave Doulcet de Pontécoulant.

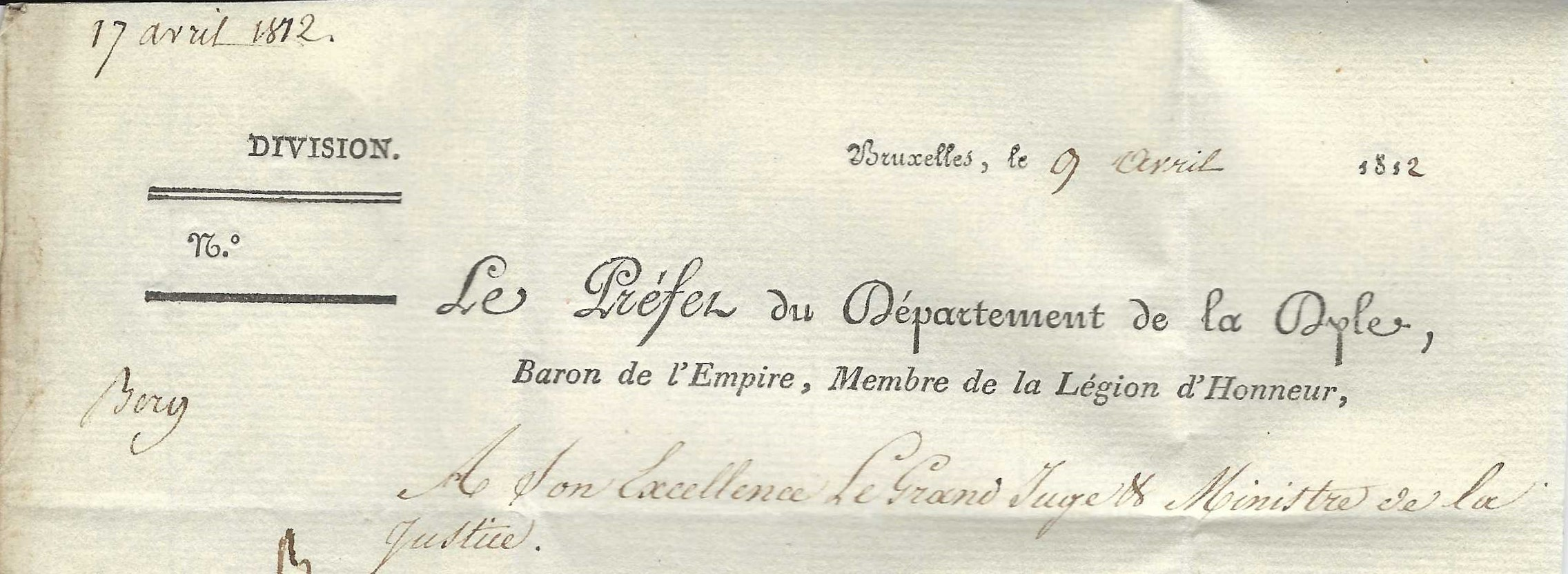
En-tête sur lettre du 9 avril 1812 du préfet de La Tour du Pin

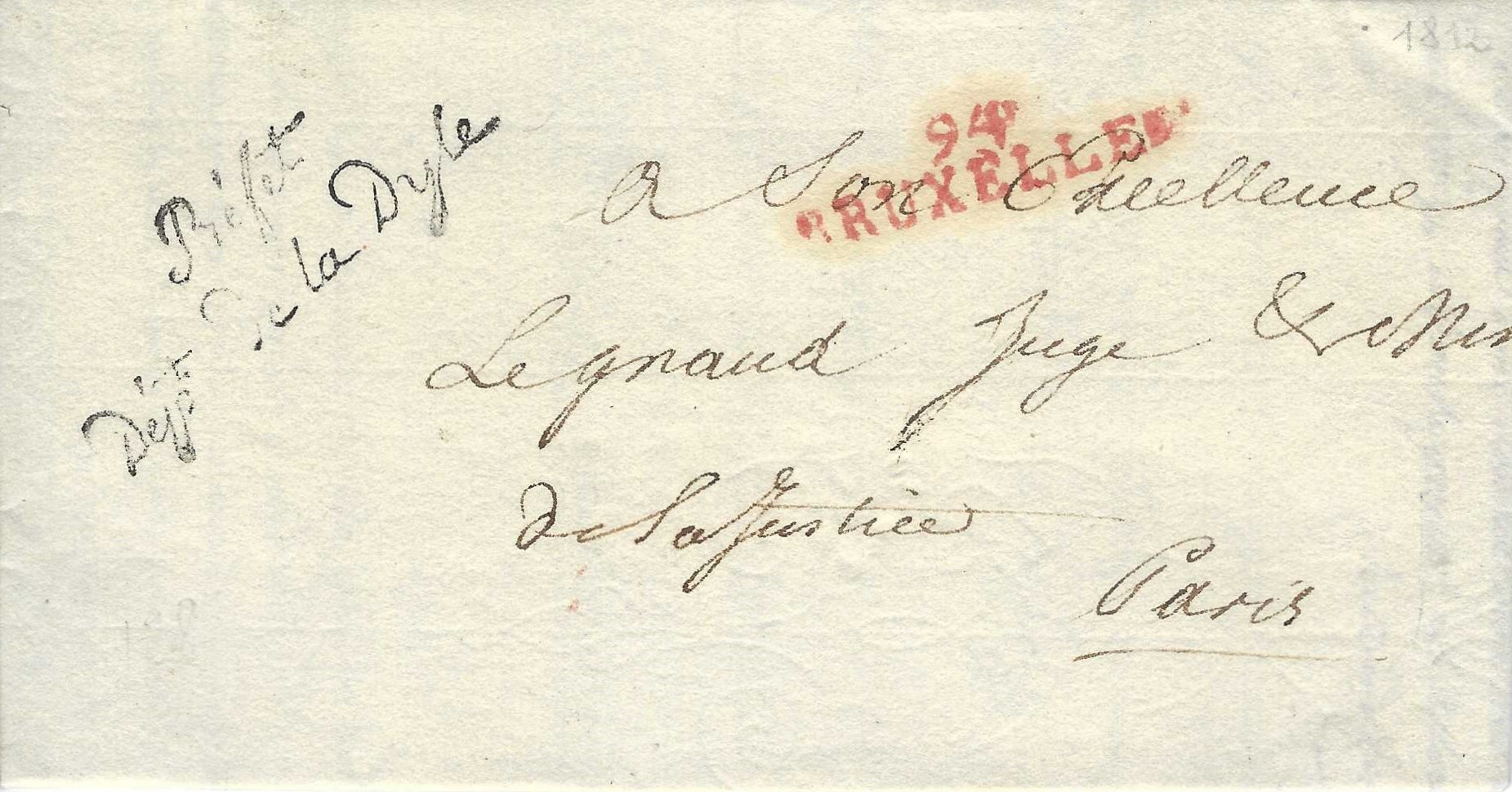
Lettre du 9 avril 1809 portant le cachet de franchise du préfet de la Dyle La Tour du Pin

| Période                                                                            | Période | Identité                                      | Fonction précédente                                                                      | Observation |
| ---------------------------------------------------------------------------------- | ------- | --------------------------------------------- | ---------------------------------------------------------------------------------------- | --- |
| 23 mars 1800                                                                       | 1805    | Louis-Gustave Doulcet de Pontécoulant         | Député du Calvados à la Convention nationale                                             | Membre du Sénat conservateur (1805) Pair de France (Restauration) |
| Nommé le 12 pluviôse an XIII En fonction le 19 ventôse an XIII (1er décembre 1805) | 1808    | François Louis René Mouchard de Chaban        | Sous-préfet de Vendôme Préfet de Rhin-et-Moselle                                         | Membre de la junte extraordinaire de Toscane (12 mai 1806) Membre du Conseil d'État Intendant de l'Intérieur et des Finances dans les départements des Bouches-de-l'Elbe, des Bouches-du-Weser et de l'Ems-Supérieur (18 décembre 1810)                                               |
| 12 mai 1808                                                                        | 1813    | Frédéric-Séraphin de La Tour du Pin Gouvernet | Colonel (1789) Ministre plénipotentiaire à La Haye (1792) Émigré                         | Passe à la préfecture de la Somme (1813) Ambassadeur de France extraordinaire à Vienne (1815) Pair de France (10 août 1815) Ambassadeur de France aux Pays-Bas (1815-1820) Ambassadeur de France à Turin (1820)                                                                       |
| 12 mars 1813                                                                       | 1814    | Frédéric-Christophe d'Houdetot                | Auditeur au conseil d'État Sous-préfet de Château-Salins, préfet de l'Escaut (1808-1813) | Nommé préfet du Loiret aux Cent-Jours mais refuse, Préfet du Calvados (seconde Restauration) Pair de France (Seconde Restauration et Monarchie de Juillet) Membre de l'Assemblée nationale législative (Deuxième République) Député de la Deuxième République Député du Second Empire |

## Histoire postale

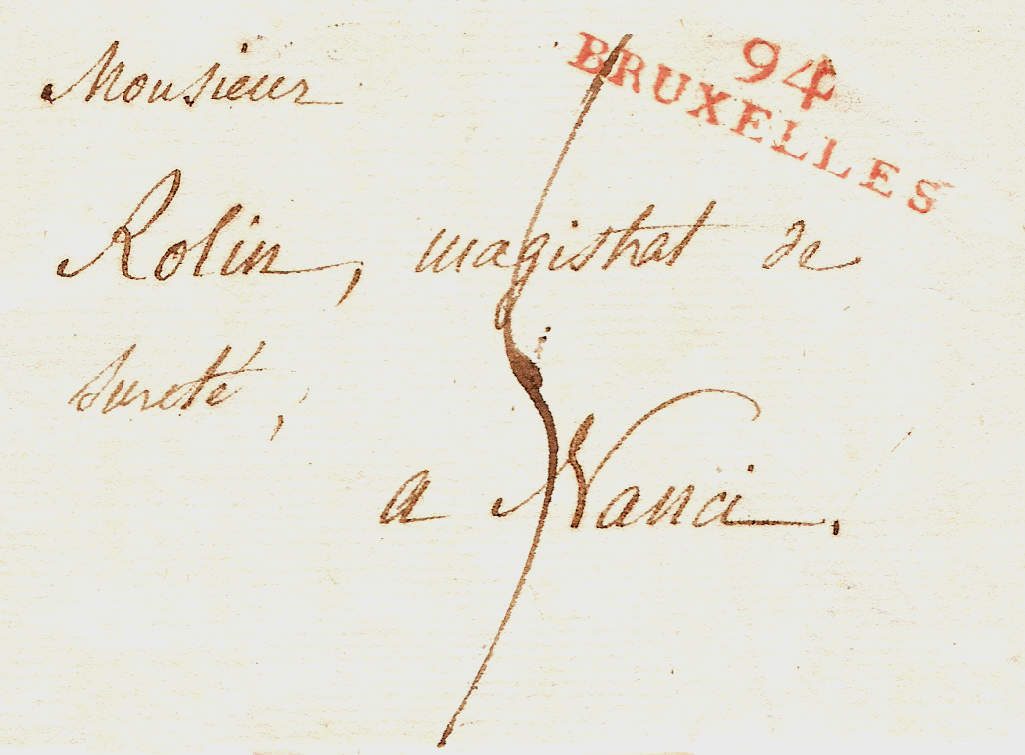
Lettre de 1803 avec marque postale linéaire 94 Bruxelles.

Les départements conquis sont soumis aux mêmes règles administratives que les autres départements français. Dans les traitements postaux, les marques postales linéaires avec numéro de département sont donc naturellement utilisées.
Dans ce contexte, la Dyle se voit affecter le numéro de département 94, et les lettres envoyées de Bruxelles reçoivent le cachet « 94 BRUXELLES ».
Les villes qui possèdent des bureaux de poste utilisent de telles marques, et par exemple : Asse (avec l'orthographe ASSCHE), Diest, Genappe, Hal, Louvain, Nivelles, Tirlemont, Tubize (sous l'orthographe TUBISE), Vilvorde, Waterloo, Wavre.